# Gaztelu zahar

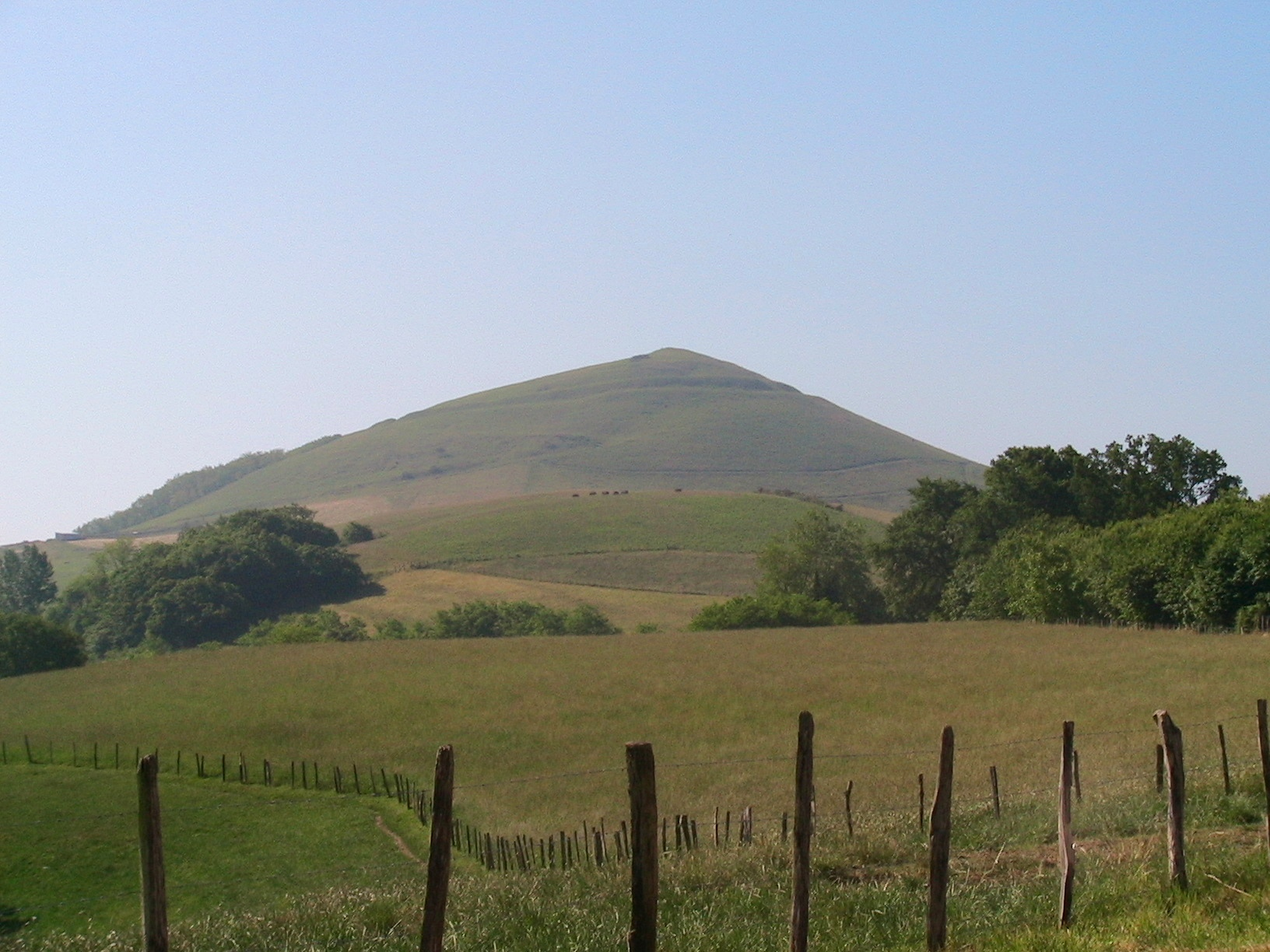
L'Abarratea (Ayherre) és un gaztelu zahar de tres terrasses que controla el pas entre Labort i Baixa Navarra

Gaztelu zahar (/gas̪telu s̪ahar/, del llatí castellum) és el nom donat a Iparralde a les places fortes protohistòriques (castres). El nom significa 'castell vell'.
Freqüents sobre els cims de 300 a 600 m d'alçada, permetien el control militar de les vies de comunicació entre valls.

## Descripció

### Tipus
Els gaztelu zahar eren recintes defensats amb murs o estacades dels quals hui només queden les restes dels fossats, que marquen una espècie de curull al voltant del cim. Vists des de l'aire són espectaculars, però des de terra sols se'n pot percebre algunes discontinuïtats en la silueta de la muntanya on s'assenten. Són difícils de veure a causa de la vegetació que els cobreix.
Es poden dividir en tres tipus de recintes:
- Els recintes en esglaons o terrasses: en aquests, el pendent s'ha excavat en terrasses perquè els murs o estacades queden buits; aquest tipus de recinte sembla particular d'Iparralde.
- Els recintes amb parapets de terra: són els més nombrosos i, en aquests, la terra dels fossats s'usa per a formar parapets de terra al costat del fossat.
- Els recintes amb parapets de pedra: són els situats a les cotes més altes (a 600 m de mitjana) i els menys nombrosos.

Poden tenir d'1 a 7 línies de defensa, com el Gaztelu zahar de Landibarre.

### Qui els va construir?
La datació n'és incerta, però sol atribuir-se'n la construcció a grups militars que dominaven l'equitació de l'edat del bronze tardana o de la primera edat del ferro, i devien ser els mateixos que introduïren a la zona el ritu funerari dels cromlecs.
Els Gentils, gegants de la mitologia basca, estrangers, savis i poderosos, que se suposa que vivien a la part alta de les muntanyes, podrien ser un record popular d'aquestes antigues elits. A Altzai-Altzabeheti-Zunharreta, el gaztelu zahar Maide korralea, 'el tancat dels Maide' s'atribueix clarament als Maide.

### Funció
Al contrari que els oppida gals, més recents, aquests gaztelu zahar només tenien una funció militar ocasional, eventualment pastoral i religiosa, però no servien per a viure permanentment.
Alguns castells més moderns, com els de Maule-Lextarre o els de Lüküze-Altzümarta, es construïren sobre els gaztelu zahar.

### Nom
Els gaztelu zahar donen a voltes el nom a la muntanya on es troben. Els nom més freqüents són:
- Gaztelu(a): simplement 'el castell'
- Gaztelu zahar o gazteluzaharre(a) (generalment transcrit gastelusare pels cartògrafs: 'l'antic castell'
- Gaztelu-mendi(a): '(la) muntanya del castell'
- Gaztelu-gain(a): '(el) cim del castell'
- Gaztelu-harri(a): '(la) roca del castell' (transcrit com gastelary, gastalaria, gastellaya)
- Kurku(a): '(el) cercle'
- Mokorreta: 'el morro'

## Llista de gaztelu zahar

### Recintes amb parapets de terra
La terra que s'ha tret dels fossats s'amuntega en altura per formar parapets defensius.
| nom                       | altitud | localització              | observacions                    |
| ------------------------- | ------- | ------------------------- | ------------------------------- |
| Elhina                    | 350 m   | Armendarits               |                                 |
| Kurku                     | 272 m   | Béguios                   | 4 línies de defensa. Deteriorat |
| Harribeltza               | 522 m   | Suhescun                  |                                 |
| Ullumendi Gaztelüzaharre  | 416 m   | Ordiarp                   |                                 |
| Gaztelü-harria, Gaztelaia | 479 m   | Chéraute                  |                                 |
| Mokorreta                 | 453 m   | Macaye                    | Molt deteriorat                 |
| Gazteluzahar              | 472 m   | Lantabat                  |                                 |
| Gazteluzaharre            | 361 m   | Arhansus                  |                                 |
| Ursuia                    | 436 m   | Hasparren                 |                                 |
| Ursuia                    | 387 m   | Hasparren                 |                                 |
| Ursuia                    | 330 m   | Hasparren                 |                                 |
| Redoute Louis XIV         | 237 m   | Sare                      | Destruït el 1977                |
| ?                         | 229 m   | Saint-Martin-d'Arrossa    | 95% destruït                    |
| Sardatz                   | 148 m   | Béhasque-Lapiste          | A la vora de l'altiplà          |
| Gaztelu-harri, li Tuquet  | 225 m   | Etcharry                  |                                 |
| Gazteluxaga               | 282 m   | Arrast-Larrebieu          |                                 |
| Gaztelü-gain              | 371 m   | Libarrenx                 |                                 |
| Larleta                   | 279 m   | Berrogain-Laruns          | Cresta emmurallada              |
| Txoikantegia              | 326 m   | Idaux-Mendy               |                                 |
| Pekatenborda              | 92 m    | Larressore                | Deteriorat                      |
| Lexegita                  | 653 m   | Trois-Villes              |                                 |
| Kurku                     | 152 m   | Nabas                     |                                 |
| Zihorri                   | 267 m   | entre Mendionde i Hélette |                                 |
| Belozea                   | 118 m   | Itxassou                  |                                 |
| Larreondoa                | 85 m    | Saint-Pée-sud-Nivelle     |                                 |
| Gaztalepo                 | 550 m   | Ahaxe                     |                                 |
| Ahiga                     | 300 m   | Lohitzun-Oyhercq          | Destruït el 1978                |
| Xerrapo                   | 299 m   | Çaro                      | Destruït el 1981                |
| Haitzhandialtea           | 440 m   | Barcus                    |                                 |
| Mendixko                  | 300 m   | Irouléguy                 |                                 |
| Khoxü-gaina               | 343 m   | Esquiule                  |                                 |

### Recintes amb parapets de pedra
Els parapets de pedra solen trobar-se als gaztelu zahar situats a les cotes més altes.
| nom            | altitud | localització               | observacions     |
| -------------- | ------- | -------------------------- | ---------------- |
| Gaztelu        | 629 m   | Lecumberry                 |                  |
| Larrango       | 579 m   | Saint-Martin-d'Arrossa     | Morro fortificat |
| Urxilo         | 566 m   | Saint-Martin-d'Arrossa     | Morro fortificat |
| Lerdatze       | 390 m   | Armendarits                |                  |
| Gerra          | 445 m   | Sorhoeta                   |                  |
| Maide-korralea | 667 m   | Alçay                      |                  |
| Zerkupe        | 1085 m  | bosc d'Orion, Saint-Michel |                  |
| Munhoa         | 592 m   | Hosta                      |                  |

### Recintes en esglaons o terrasses
Els parapets estan posats sobre terrasses excavades al pendent de la muntanya.
| nom                         | altitud | Localització      | observacions     |
| --------------------------- | ------- | ----------------- | ---------------- |
| Abarratea                   | 342 m   | Ayherre           | 3 terrasses      |
| Mehaltzu                    | 648 m   | Pagolle           | Morro fortificat |
| Ursuia                      | 678 m   | Macaye            |                  |
| Hoxa handia                 | 571 m   | Lantabat          |                  |
| Gazteluzaharrea             | 256 m   | Irissarry         |                  |
| Gaztelu-gaina               | 382 m   | Bustince-Iriberry |                  |
| Montarey                    | 370 m   | Etchebar          |                  |
| Gaztelü-harria (Gastalaria) | 354 m   | Sauguis           |                  |
| Gaztelu-mendi               | 343 m   | Uhart-Cize        |                  |
| Gaztelü                     | 582 m   | Aussurucq         |                  |
| Ahaize                      | 272 m   | Ossès             |                  |
| Gaztelü-gaina               | 658 m   | Sainte-Engrâce    |                  |
| Gaztelua (Gastellia)        | 313 m   | Ahaxe             |                  |
| Xerberoenea                 | 321 m   | Germieta          |                  |

## Altres
| nom                    | altitud | localització | observacions     |
| ---------------------- | ------- | ------------ | ---------------- |
| Gaztelü-harriko botxea | 894 m   | Etchebar     |                  |
| Mokorreta              | 680 m   | Lecumberry   | Morro fortificat |